# Здзіслава Сосніцька
Здзісла́ва-Барба́ра Сосні́цька, відома також як Барба́ра Ба́єр (іноді Сосницька; пол. Zdzisława Barbara Sośnicka, Barbara Bajer, нар. 29 серпня 1945, Каліш, Польща) — польська співачка, актриса і композиторка.

## Біографія
Здзіслава народилася в сім'ї Романа і Казімежи Сосніцьких. Батько — військовик, закінчив кадетський корпус у Вільнюсі. Живучи в Каліші, співав у місцевому хорі. У цій родині любов до музики прищепили Здзіславі та її сестрі - Еві.
Засвоївши від матері ази музики, 1952 року Здзіслава стала відвідувати Каліську початкову музичну школу, а тоді — Каліську середню школу (клас фортепіано). У 1961-му вона одержує Шопенівську стипендію, яка дала право взяти участь у конкурсі імені Шопена, однак Здзіслава не скористалася цією нагодою. Не обмежившись грою на фортепіано, володіючи сильним голосом зі шкалою 2,5 октави, вона стала вокалісткою біґ-бітового гурту «Алабама». У 1962 році взяла участь у конкурсі молодих талантів, виступила на Фестивалі молодих талантів у Щеціні й увійшла в десятку найкращих. У червні 1963 року на Фестивалі радянської пісні в Зеленій Ґурі Сосніцька здобула другу премію. У той же час вона відвідує загальноосвітній ліцей імени Анни Яґеллонки, де бере участь у заходах, пов'язаних з музикою.
У 1964-му вступає на музично-педагогічний факультет Познанської державної вищої музичної школи імени Падеревського, не добравши двох балів, щоб вступити на факультет теорії музики. Там вона знайомиться зі своїм майбутнім чоловіком Єжи Баєром — студентом, головою студентського клубу «Нурт». Ставши учасницею цього клубу, виступає у «Студентському театрику». Виконує, зокрема, пісні Окуджави та Вертинського. У 1964 році на ІІІ Фестивалі студентської пісні в Кракові вона здобуває першу премію.
1965-го Здзіслава одержує відзнаку у Вроцлаві на студентському фестивалі «Джаз над Одрою» як вокалістка Познанського джазового квартету й бере участь у студентських виступах в Марселі та Осло, а на Національному Фестивалі польської пісні в Ополє удостоєна відзнаки за дебют.
У 1966 році співак, композитор музики для фільму Chudy i inni («Бідняк і інші» Войцех Кіляр запропонував їй записати саундтрек для однойменної стрічки, і це стало дебютом Здзіслави в кіно. Прем'єра відбулася 24 лютого 1967 року.
15 червня 1968-го стала магістром мистецтв. На захисті диплому диригувала оркестром, що виконав «Курпівські пісні» Кароля Шимановського і «Ave Verum» Вольфґанґа Амадея Моцарта.
Цього ж року вона недовго співпрацює з гуртом «Бізони» Збіґнева Бізоня, а тоді з групою «Трамп» Губерта Шимчинського, яка 28 грудня 1969 дебютувала на Польському телебаченні у програмі «Біла дама». У січні 1970 року «Бізони» виступили в програмі Telewizyjna Giełda Piosenki («Телевізійна біржа пісні»).
Дебютний альбом Здзіслави Сосніцької вийшов у січні 1972 року тиражем 250 тисяч примірників. Було три його випуски. Загальний тираж — 750 тисяч. Альбом нагороджено премією Złota Płyta — «Золота платівка».
Особлива історія пісні «Дім, який я маю» на музику Марека Севена й слова Яна Залевського: у 1971 році вона виконала її на фестивалі в Ростоку й здобула приз глядацьких симпатій та другу премію. У серпні цього ж року на Міжнародному фестивалі пісні в Сопоті співачка з цією ж піснею мала третю премію, премію глядацьких симпатій, премію від фоторепортерів і від газети «Ґлос Вибжежа» («Głos Wybrzeża»). Загалом «Дім, який я маю» записано на 26 платівках, виконано також у «Полюванні на капелюх» — шостій частині телесеріалу «Подорож за одну усмішку», прем'єра якого відбулася в січні 1972 року.
Виступивши у 1972-му на гала-концерті в Канні з «Домом, який я маю» та «Іншими сльозами», Сосницька дістала від Франсіса Ле запрошення на фестиваль у Каракасі Festiwal de Onda Nueva. Там за виконання пісні «Ти близько» здобула відзнаку. Цього ж року взяла участь у болгарському фестивалі «Золотий Орфей» (пісні «Ноктюрн» і «Щодня подумай про мене хоч раз» — перша премія), у Світовому фестивалі поп-пісні в Токіо (друга премія) й фестивалі «Coupe d'Europe Musicale» (Ґмунден, Австрія) — за пісні «Інші сльози» та «Щодня подумай про мене хоч раз» — перша премія в категорії індивідуальних виконавців і друга премія в категорії гуртових виконавців. На ІІІ Фестивалі солдатської пісні в Колобжегу здобула першу премію — «Золотий перстень» за пісню «Тоді не було троянд».
У 1972 і 1973 роках співачку відзначено «Золотим стрижнем сезону» (Złoty Gwóźdź Sezonu) в опитуванні, яке провів «Кур'єр польскі», а також званням «Великополянин 1972 року».
У 1974–1977 вона виступала як вокалістка з формацією Ergo Band — «Ерґо бенд», гуртом Януша Комана і зі своєю групою Studio — «Студіо». Співпрацювала також із оркестром Польського радіо і телебачення в Катовицях та з групою Alex Band — «Алекс бенд» Александра Малішевського. У 1974 — 80 співпрацювала з театром-рев'ю Friedrichstadtpalast у Берліні, де реалізувала близько 250 програм.
1976-го взяла участь у фестивалі First International Film and Popular Song Festival (Стамбул) й дістала премію від музичних критиків за пісню «He Loves Me», мелодію якої сама створила, а слова написав Богдан Олевич. Наступного року здобула гран-прі «Золота платівка» на фестивалі в Сопоті за пісню, до якої сама написала музику, — «Кохати — це жити», а також другу премію й премію від глядачів на фестивалі Schlagerfestival der Ostseestaaten в Ростоку. У 1977 році стала Міс Об'єктив на Вітчизняному фестивалі польської пісні в Ополє. У 1979 і 1988 роках на цьому ж фестивалі здобула, відповідно, першу премію за пісню «Прощай, літо, на рік» і почесне ґран-прі — за весь доробок у творчості.
У 1977 році взяла участь у створенні фільму Wodzirej — «Вожак», а 1983 року зіграла роль Сумної Княжни в кінофільмі «Академія пана Ляпки».
З вересня 1991-го по квітень 1992 року виступала у Ґдинському музичному театрі у спектаклі «Мюзикли, мюзикли», виконуючи арії з мюзиклів «Коти» (Cats), «Евіта» (Evita), «Привид опери» (Phantom Of The Opera) і «Вест-сайдівська історія» (West Side Story).
1996 року вона виступила у Ґдинському театрі імени Данути Бадушко у спектаклі Me and …mój teatr — «Me and… мій театр».
Загалом, у доробку співачки 12 великих грамплатівок, 10 телеконцертів, участь у близько трьохста музичних телепрограмах, як-от Śpiewające Fortepiany — «Співочі фортепіано», Jaka to melodia — «Яка це мелодія» і Droga do Gwiazd — «Дорога до зірок». Під іменем Варбара Баєр вона написала слова, зокрема, до таких своїх пісень:
- «Такий день трапляється один раз», 1972
- «Кохати — це жити», 1977
- «Раз на якийсь час», 1978

З листопада 2002 року п. Здзіслава на Першому каналі Польського радіо вела цикл радіопрограм, присвячених пісенній творчості та фестивалям пісні. Вона є членом Спілки сценічних авторів і композиторів. Співачка належить до членів Спілки авторів ССАК (Спілки сценічних авторів і композиторів).
У квітні 2014 року фірма Polskie Nagrania Muza випустила ремейки всіх студійних альбомів співачки (за винатком «Musicals»), що містять також додаткові записи.

## Нагороди і відзнаки
1979 року Здзіславу Сосніцьку нагороджено Золотим Хрестом Заслуги.
За заслуги на міжнародних фестивалях пісні й за вклад у розвиток польської музики 1987 року міністр культури і мистецтва Польщі нагородив Здзіславу Сосніцьку відзнакою «За творчий доробок у галузі пісенного мистецтва».
У 1988-му на фестивалі польської пісні в Ополє співачка дістала ґран-прі за весь творчий доробок.

## Участь у фестивалях
- Фестиваль радянської пісні (Зелена Ґура, 1963) — друга премія
- Національний фестиваль студентської пісні (Краків, 1964) — перша премія
- Фестиваль Jazz nad Odrą — «Джаз над Одрою» (Вроцлав, 1965) — перша премія
- Фестиваль польської пісні в Ополе:

1965 рік — перша премія в конкурсі «Нові голоси»
1977 рік — Міс Об'єктив
1979 рік — перша премія
1988 рік — ґран-прі за весь творчий доробок
- Сопотський міжнародний фестиваль пісні:

1971 рік — третя премія і премія глядацьких симпатій
1977 рік — Grand Prix du Disque — гран-прі «Золота платівка»
- Schlagerfestival der Ostseestaaten — Фестиваль шляґерів країн Балтики (Росток, 1977), друга премія і премія глядацьких симпатій
- Фестиваль MIDEM Cannes (Канн, 1972), участь у гала-концерті
- Фестиваль International Onda Nueva Caracas (Каракас, 1972) — відзнака
- Фестиваль «Золотий Орфей» (Варна, 1972), перша премія
- Фестиваль Word Popular Song Festiwal (Токіо, 1972) — друга премія
- Фестиваль Coupe d'Europe Musicale (Ґмунден, 1972) — перша і друга премії
- Фестиваль солдатської пісні в Колобжеґу (1972) — перша премія
- Фестиваль First International Film and Popular Song Festival (Стамбул, 1976) — премія від музичних критиків

## Найпопулярніші пісні Здзіслави Сосніцької
- A kto się kocha w tobie — «А хто в тебе закоханий» (сл. Bogdan Olewicz — Богдан Олевич, муз.  — Анджей Кожиньський)
- Aleja gwiazd — «Алея зірок» (сл. Marek Dutkiewicz — Марек Дуткевич, муз. Romuald Lipko — Ромуальд Ліпко)
- Bez ciebie jesień — «Без тебе осінь» (сл. Jacek Bukowski — Яцек Буковський, муз. Mikołaj Hertel — Миколай Гертель)
- Będzie, co ma być — «Буде, що має бути» (сл. Andrzej Mogielnicki — Анджей Могельницький, муз. Romuald Lipko — Ромуальд Ліпко)
- Brak mi kogoś — «Бракує мені когось» (сл. J. Korczakowski — Й. Корчаковський, муз. Adam Skorupka — Адам Скорупка)
- Codziennie pomyśl o mnie chociaż raz — «Щодня подумай про мене хоч раз» (сл. Zbigniew Stawecki — Збіґнев Ставецький, муз. Janusz Szczygieł — Януш Щиґел)
- Cygańska letnia noc — «Циганська літня ніч» (сл. Jerzy Ficowski — Єжи Фіцовський, муз. Stefan Rembowski — Стефан Рембовський)
- Człowiek nie jest sam — «Людина не сама» (сл. Яцек Циган, муз. Wojciech Trzciński — Войцех Тшцінський)
- Czy jest gdzieś taki ktoś — «Чи є десь ще хтось такий» (сл. Bogdan Olewicz — Богдан Олевич, муз. Zbigniew Górny — Збіґнев Ґурний)
- Deszczowy wielbiciel — «Дощовий шанувальник» (сл. Яцек Циган, муз. Seweryn Krajewski — Северин Краєвський)
- Dom, który mam — «Дім, який маю» (сл. Jan Zalewski — Ян Залевський, муз. Marek Sewen — Марек Севен)
- Tede feat. Zdzisława Sośnicka Jak Żyć  — «Tede feat. Здзіслава Сосницька. Як жити»
- Jeden świat — «Один світ» (сл. Jonasz Kofta, муз. Janusz Koman — Януш Коман)
- Wiem, że jesteś lwem — «Знаю, що ти лев» (сл. Яцек Циган, муз. Marek Stefankiewicz — Марек Стефанкевич)
- Julia i ja — «Юлія і я» (сл. Bogdan Olewicz — Богдан Олевич, муз. Marceli Trojan — Марцелі Троян)
- Kochać znaczy żyć — «Кохати — це жити» (сл. Jonasz Kofta — Йонаш Кофта, муз. Barbara Bajer — Барбара Баєр)
- Mam w ramionach świat — «Обіймаю світ» (сл. Janusz Kondratowicz — Януш Кондратович, муз. Ryszard Poznakowski — Ришард Познаковський)
- Nie było wtedy róż — «Тоді не було троянд» (авт. F. Nowak — Ф. Новак, K. Settmeyer — К. Сеттмеєр, Jadwiga Urbanowicz — Ядвіга Урбанович)
- Nie czekaj mnie w Argentynie/Don't Cry for Me Argentina — «Не чекай мене в Аргентині» (пол. сл. Bogdan Olewicz — Богдан Олевич, муз. Andrew Lloyd Webber — Ендрю Ллойд Веббер; з мюзиклу Evita — «Евіта»
- Nie ma drogi dalekiej- «Немає далекої дороги» (сл. Leszek Bogdanowicz — Лешек Богданович, муз. Zbigniew Stawecki — Збіґнев Ставецький)
- Pamięć/ Memory — «Пам'ять» (пол. сл. Яцек Циган, ориг. сл. Томас Еліот, муз. Ендрю Ллойд Веббер, з мюзиклу Koty — «Коти»
- Raz na jakiś czas — «Раз на якийсь час» (сл. Bogdan Olewicz — Богдан Олевич, муз. Barbara Bajer — Барбара Баєр)
- Realia — «Реалії» (сл. Яцек Циган, муз. Krzesimir Dębski — Кшесимир Дембський)
- Sceny z życia artystek — «Сцени з життя артисток» (сл. Яцек Циган, муз. Aleksander Maliszewski — Александер Малішевський)
- Serce pali się raz — «Серце горить один раз» (сл. Marek Dutkiewicz — Марек Дуткевич, муз. Romuald Lipko — Ромуальд Ліпко)
- Taki dzień się zdarza raz — «Такий день трапляється один раз» (сл. Jadwiga Urbanowicz- Ядвіга Урбанович, муз. Leszek Bogdanowicz — Лешек Богданович, Barbara Bajer — Барбара Баєр)
- Uczymy się żyć bez końca — «Вчимося жити безконечно» (сл. Яцек Циган, муз. Wojciech Trzciński)[3]
- W kolorze krwi — «Барва крови» (сл. Marek Dutkiewicz — Марек Дуткевич, муз. Romuald Lipko — Ромуальд Ліпко)
- Z tobą chcę oglądać świat — «Хочу з тобою розглядати світ» (сл. Jonasz Kofta — Йонаш Кофта, муз. Zbigniew Wodecki — Збіґнев Водецький) — дует зі Збіґневом Водецьким
- Ze mną bądź — «Будь зі мною» (сл. M. Łebkowski — М. Лебковський, S. Werner — С. Вернер, муз. Hubert Szymczyński — Губерт Шимчинський)
- Żegnaj, lato, na rok — «Прощай, літо, на рік» (сл. Bogdan Olewicz — Богдан Олевич, муз. Wojciech Trzciński — Войцех Тшцінський)

## Дискографія

### Студійні альбоми
- 1972 — Zdzisława Sośnicka — «Здзіслава Сосницька»
- 1974 — Zdzisława Sośnicka 2 — «Здзіслава Сосницька — 2»
- 1977 — Moja muzyka — «Моя музика»
- 1980 — Odcienie samotności (2 LP) — «Відтінок самотности»
- 1984 — Realia — «Реалії»
- 1987 — Aleja gwiazd — «Алея зірок»
- 1989 — Serce — «Серце»
- 1990 — Musicale — «Мюзикли»
- 1990 — Musicals — «Мюзикли»
- 1997 — The best of Zdzisława Sośnicka — «Здзіслави Сосницької»
- 1998 — Magia Serc — «Магія сердець» (2006, 2014 — ремейк)
- 2000 — Złota Kolekcja — Kochać, znaczy żyć — «Кохати — це жити» (2013 — ремейк)
- 2009 — Realia (CD) — «Реалії»
- 2014 — Zaśpiewane — niewydane Musicals (2CD) — «Проспівані — не видані мюзикли»
- 2015 — Tańcz, choćby płonął świat — «Танцюй, хоч би й горів світ»

### Платівки-четвірки
- 1972 — Zdzisława Sośnicka — «Здзіслава Сосницька» (1. Taki dzień się zdarza raz — «Такий день трапляється один раз», 2. Nocne preludium — «Нічна прелюдія», 3. Może już jutro — «Може, вже завтра», 4. Ludzie mówią — «Кажуть люди»)
- 1972 — Zdzisława Sośnicka — «Здзіслава Сосницька» (1. Dom który mam — «Дім, який маю», 2. Dobra miłość — «Добра любов», 3. Cygańska letnia noc — «Циганська літня ніч», 4. Nie było wtedy róż — «Тоді не було троянд»)

### Синґли
- 1972 — Dom który mam / Codziennie pomyśl o mnie chociaż raz — «Дім, який маю» / «Такий день трапляється один раз»
- 1972 — Inne łzy / Tak niewiele mogę tobie dać — «Інші сльози» / «Так небагато можу тобі дати»
- 1974 — Nie ma drogi dalekiej / Taki dzień się zdarza raz — «Нема далекої дороги» / «Такий день трапляється один раз»
- 1974 — Inne łzy / Tak niewiele mogę tobie dać — «Інші сльози» / «Так небагато можу тобі дати»
- 1977 — Na nas czas / Żyj sobie sam — «Нам час» / «Живи собі сам»
- 1977 — Jeden świat / Kochać znaczy żyć — «Один світ» / «Кохати — це жити» (Сопот-77)
- 1980 — Nie czekaj mnie w Argentynie / Pamiętam wczoraj — «Не чекай мене в Аргентині» / «Пам'ятаю вчора»
- 1980 — Raz na jakiś czas / W każdym moim śnie — «Раз на якийсь час»/«У кожному моєму сні»
- 1980 — Żegnaj lato na rok / Tak chciałabym twoją żoną być — «Прощай, літо, на рік» /«Я так хотіла б бути твоєю жінкою»
- 1980 — A kto się kocha w Tobie / Nuda / Chcę być z tobą sam na sam / Czy to warto — «А хто в тебе закоханий» / «Нудьга» / «Хочу з тобою бути віч-на-віч» / «Чи варто»
- 1984 — Uczymy się żyć bez końca / Realia — «Вчимося жити безконечно» /«Реалії»
- 1998 — Będzie, co ma być — «Буде те, що має бути»
- 1999 — Dotknij mnie, przytul — «Доторкнись до мене, пригорни»
- 1999 — Chwila — «Хвилина»
- 2004 — Jak żyć — «Як жити» (в дуеті з Теде)
- 2015 — Tańcz, choćby płonął świat — «Танцюй, хоч би й горів світ»
- 2015 — Chodźmy stąd [Архівовано 5 лютого 2017 у Wayback Machine.] — «Ходімо звідси»
- 2015 — Złote święta — «Золоті свята»

## Фільмографія

### В кадрі
- 1966 — фільм CHUDY I INNI — «Бідний і інші», виконання пісні
- 1983 — фільм AKADEMIA PANA KLEKSA — «Академія пана Ляпки», роль Сумної Княжни

### Поза кадром
- 1971 — телесеріал PODRÓŻ ZA JEDEN UŚMIECH — «Подорож за усмішку», 6 серія POLOWANIE NA KAPELUSZ — «Полювання на капелюх», виконання пісні «Дім, який я маю»
- 1983 — фільм AKADEMIA PANA KLEKSA — «Академія пана Ляпки», виконання пісні «Прощання з казкою»
- 1983 — фільм WEDLE WYROKÓW TWOICH… — «За твоїми вироками», виконання пісні
- 1999 — фільм KRUGERANDY — «Кругеранди», виконання пісень «Навколо тебе кружляє світ», «Весь мій світ» і «Буде те, що має бути»
- 2000 — телесеріал TWARZE I MASKI — «Обличчя і маски», 4 серія PRÓBA. ROK 1980 — «Проба. 1980», виконання пісні «Юлія і я»
- 2004 — фільм TERAZ JA — «Тепер я», виконання пісні «Юлія і я»
- 2009 — фільм OSTATNIA AKCJA — «Остання акція», виконання пісні «Живи собі сам».

## Цікаві факти
Виступ Здзіслави Сосніцької на фестивалі в Токіо (листопад 1972) став наслідком також того, що кілька місяців перед тим вона, добравшись на пісенний конкурс у Каракасі, втратила свій багаж у літаку, який полетів далі — до Токіо. Співачка залишилася з п'ятьма доларами, без нот для оркестру й без сценічних суконь. Поїхавши на фестиваль у японській столиці, вона одержала цю згубу.

## Ресурси Інтернету
- Офіційний сайт Здзіслави Сосницької [Архівовано 23 листопада 2011 у Wayback Machine.]
- Сайт «Film polski» [Архівовано 24 грудня 2011 у Wayback Machine.]
- Сайт «Filmweb» [Архівовано 2 травня 2018 у Wayback Machine.]
- Сайт «Е-teatr» [Архівовано 12 січня 2015 у Wayback Machine.]
- Пісня «Пам'ять» у виконанні Здзіслави Сосницької [Архівовано 25 вересня 2016 у Wayback Machine.]
- Пісня «Дім, який я маю» у виконанні Здзіслави Сосницької
- Пісня «Прощай, літо, на рік» у виконанні Здзіслави Сосницької [Архівовано 27 вересня 2016 у Wayback Machine.]
- Офіційна сторінка Здзіслави Сосницької у «Фейсбуці» [Архівовано 18 лютого 2021 у Wayback Machine.]
- Zdzisława Sośnicka.